# Mateusz Rompkowski
Mateusz Rompkowski (* 8. Juni 1986 in Danzig) ist ein polnischer Eishockeyspieler, der seit 2015 beim KS Cracovia in der Ekstraliga unter Vertrag steht.

## Karriere

### Club
Mateusz Rompkowski begann seine Karriere in der Jugendabteilung von Stoczniowiec Gdańsk. 2002 wechselte er in die Nachwuchsakademie des polnischen Eishockeyverbandes, für deren Mannschaften er drei Jahre in der zweitklassigen I liga auf dem Eis stand. Nach drei Jahren in Sosnowiec kehrte er zu seinem Stammverein nach Danzig zurück. Mit der Mannschaft vom Ostseestrand spielte er insgesamt sechs Jahre in der Ekstraliga, der höchsten polnischen Spielklasse. Als sich Stoczniowiec 2011 aus finanziellen Gründen vom Spielbetrieb zurückzog, wechselte Rompkowski, der gerade für das All-Star-Game der vorangegangenen Saison nominiert worden war, zum Ligakonkurrenten JKH GKS Jastrzębie, mit dem er 2013 den polnischen Eishockeypokal als ersten Titel in der Clubgeschichte errang. Im selben Jahr wurde er mit den Schlesiern auch polnischer Vizemeister, ein Erfolg, den er zwei Jahre später wiederholen konnte. Seit 2015 spielt er für den KS Cracovia ebenfalls in der Ekstraliga und gewann mit dem Klub 2016 das Double aus Meisterschaft und Pokal sowie 2017 erneut die polnische Meisterschaft.

### International
Für Polen nahm Rompkowski im Juniorenbereich jeweils an den U18-Weltmeisterschaften der Division I 2003 und 2004 sowie den U20-Weltmeisterschaften der Division II 2004 und der Division I 2005 und 2006 teil.
Mit der Herren-Nationalmannschaft spielte der Abwehrspieler bei den Weltmeisterschaften der Division I 2007, 2008, 2009, 2010, 2012, 2013, 2014, 2015, als er in das All-Star-Team des Turniers gewählt wurde, 2017 und 2018. Zudem stand er für seine Farben bei den Qualifikationsturnieren für die Olympischen Winterspiele in Sotschi 2014 und in Pyeongchang 2018 auf dem Eis.

## Erfolge
- 2004 Aufstieg in die Division I bei der U20-Weltmeisterschaft der Division II, Gruppe A
- 2011 Nominierung für das All-Star-Game der Ekstraliga
- 2013 Polnischer Pokalsieger mit dem JKH GKS Jastrzębie
- 2014 Aufstieg in die Division I, Gruppe A, bei der Weltmeisterschaft der Division I, Gruppe B
- 2015 All-Star-Team der Weltmeisterschaft der Division I, Gruppe A
- 2016 Polnischer Meister und Pokalsieger mit dem KS Cracovia
- 2017 Polnischer Meister mit dem KS Cracovia

## Ekstraliga-Statistik
(Stand: Ende der Spielzeit 2017/18)